# 工廠村

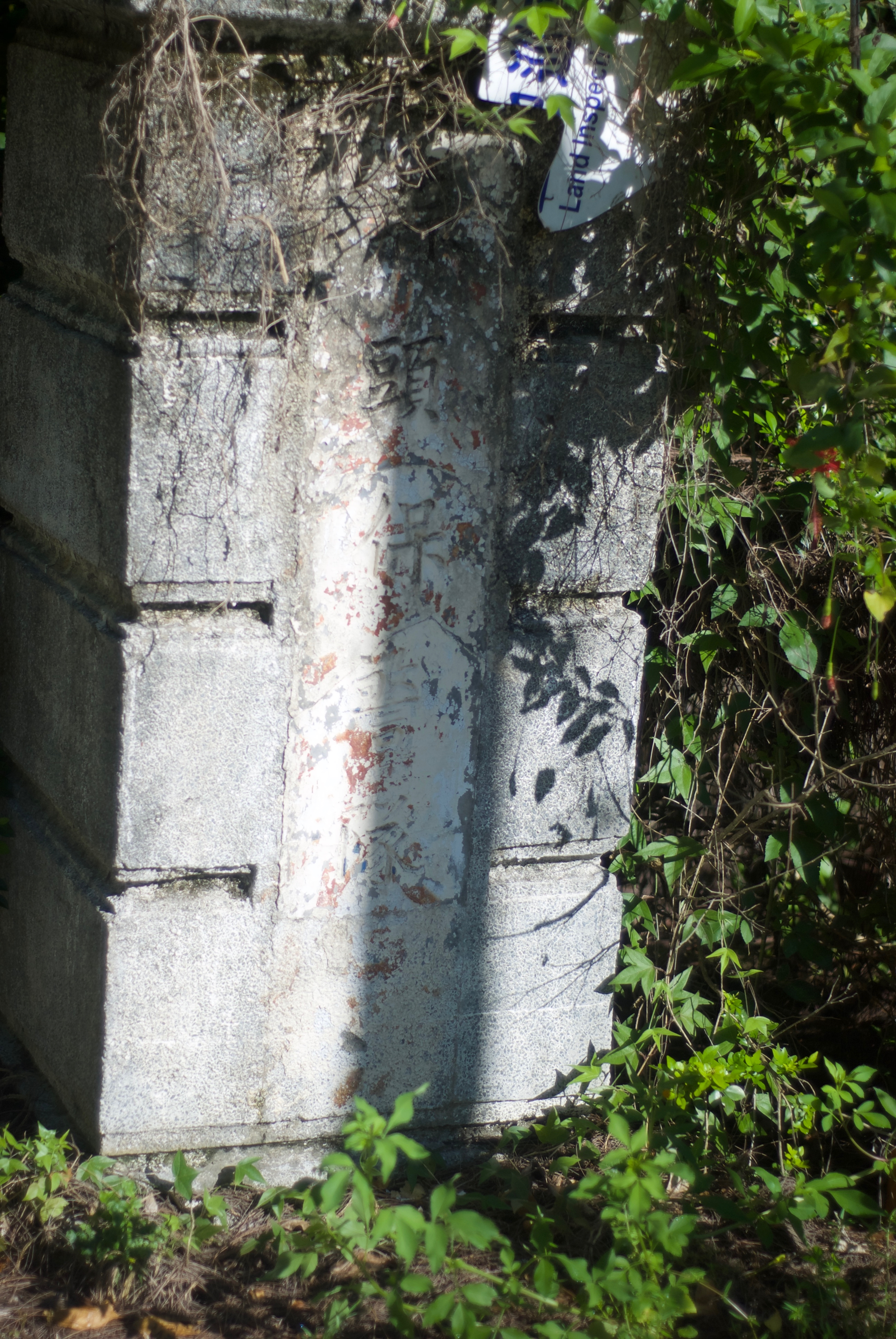
蒜頭糖廠蒜頭保警隊管理界碑

23°20′01″N 120°17′37″E / 23.33361°N 120.29361°E
工廠村位於台灣嘉義縣六腳鄉東南端，為蒜頭糖廠的廠內聚落。
工廠村是日治時代明治製糖株式會社蒜頭製糖所（戰後改稱蒜頭糖廠）設立後形成的新聚落，人口不多，然自日治時代生活品質就相當高。有自己的廟宇（糖廠配天宮）、理髮廳、車站、市場、公園、自來水廠、小學等等。隨製糖工業日漸式微，工廠村人口已大不如前。自2001年蒜頭糖廠轉型為「蔗埕文化園區」，在糖廠員工黃哲永召集下，培訓解說團隊，為停工的工廠找到第二春，目前成為觀光園區。